# Monoblastus specularis
Monoblastus specularis là một loài tò vò trong họ Ichneumonidae.